# Жак Лапер'єр
Жак Лапер'єр (фр. Jacques Laperrière, нар. 22 листопада 1941, Беарн, Квебек) — колишній канадський хокеїст, що грав на позиції захисника.
Член Зали слави хокею з 1987 року. Володар Кубка Стенлі. Провів понад 700 матчів у Національній хокейній лізі.

## Ігрова кар'єра
Хокейну кар'єру розпочав 1958 року.
Загалом провів 779 матчів у НХЛ, включаючи 88 ігор плей-оф Кубка Стенлі.
Усю професійну клубну ігрову кар'єру, що тривала 13 років, провів, захищаючи кольори команди «Монреаль Канадієнс».

## Нагороди та досягнення
- Пам'ятний трофей Колдера — 1964
- Друга збірна усіх зірок НХЛ — 1964, 1970
- Учасник матчу усіх зірок НХЛ — 1964, 1965, 1967, 1968, 1970
- Володар Кубка Стенлі (як гравець) — 1965, 1966, 1968, 1969, 1971, 1973
- Перша збірна усіх зірок НХЛ — 1965, 1966
- Пам'ятний трофей Джеймса Норріса — 1966
- Нагорода Плюс-Мінус — 1973
- Володар Кубка Стенлі (асистент головного тренера) — 1986, 1993

## Статистика
| Сезон        | Клуб                      | Ліга               | Регулярна першість | Регулярна першість | Регулярна першість | Регулярна першість | Регулярна першість | Плей-оф | Плей-оф | Плей-оф | Плей-оф | Плей-оф |
| Сезон        | Клуб                      | Ліга               | І                  | Г                  | П                  | О                  | ШХ                 | І       | Г       | П       | О       | ШХ      |
| ------------ | ------------------------- | ------------------ | ------------------ | ------------------ | ------------------ | ------------------ | ------------------ | ------- | ------- | ------- | ------- | ------- |
| 1958–59      | Галл-Оттава Канадієнс     | EOHL               | 1                  | 1                  | 1                  | 2                  | 2                  | 2       | 0       | 0       | 0       | 0       |
| 1958–59      | Галл-Оттава Канадієнс     | Меморіальний кубок | —                  | —                  | —                  | —                  | —                  | 9       | 1       | 0       | 1       | 16      |
| 1959–60      | Броквіль Канадієнс        | OVJHL              | —                  | —                  | —                  | —                  | —                  | —       | —       | —       | —       | —       |
| 1959–60      | Галл-Оттава Канадієнс     | EPHL               | 5                  | 0                  | 2                  | 2                  | 0                  | —       | —       | —       | —       | —       |
| 1959–60      | Броквіль Юніорс Канадієнс | Меморіальний кубок | —                  | —                  | —                  | —                  | —                  | 13      | 0       | 13      | 13      | 34      |
| 1960–61      | Галл Канадієнс            | IPSHL              | —                  | 11                 | 29                 | 40                 | —                  | —       | —       | —       | —       | —       |
| 1960–61      | Галл-Оттава Канадієнс     | EPHL               | 5                  | 0                  | 0                  | 0                  | 2                  | 3       | 0       | 2       | 2       | 4       |
| 1960-61      | Галл Канадієнс            | Кубок Аллана       | —                  | —                  | —                  | —                  | —                  | 3       | 0       | 0       | 0       | 4       |
| 1961–62      | Монреаль Юінорс Канадієнс | OHA-Jr.            | 48                 | 20                 | 37                 | 57                 | 98                 | 6       | 0       | 1       | 1       | 11      |
| 1961–62      | Галл-Оттава Канадієнс     | EPHL               | 1                  | 0                  | 0                  | 0                  | 4                  | 7       | 1       | 4       | 5       | 6       |
| 1962–63      | «Монреаль Канадієнс»      | НХЛ                | 6                  | 0                  | 2                  | 2                  | 2                  | 5       | 0       | 1       | 1       | 4       |
| 1962–63      | Галл-Оттава Канадієнс     | EPHL               | 40                 | 8                  | 19                 | 27                 | 51                 | 2       | 0       | 0       | 0       | 0       |
| 1963–64      | «Монреаль Канадієнс»      | НХЛ                | 65                 | 2                  | 28                 | 30                 | 102                | 7       | 1       | 1       | 2       | 8       |
| 1964–65      | «Монреаль Канадієнс»      | НХЛ                | 67                 | 5                  | 22                 | 27                 | 92                 | 6       | 1       | 1       | 2       | 16      |
| 1965–66      | «Монреаль Канадієнс»      | НХЛ                | 57                 | 6                  | 25                 | 31                 | 85                 | —       | —       | —       | —       | —       |
| 1966–67      | «Монреаль Канадієнс»      | НХЛ                | 61                 | 0                  | 20                 | 20                 | 48                 | 9       | 0       | 1       | 1       | 9       |
| 1967–68      | «Монреаль Канадієнс»      | НХЛ                | 72                 | 4                  | 21                 | 25                 | 84                 | 13      | 1       | 3       | 4       | 20      |
| 1968–69      | «Монреаль Канадієнс»      | НХЛ                | 69                 | 5                  | 26                 | 31                 | 45                 | 14      | 1       | 3       | 4       | 28      |
| 1969–70      | «Монреаль Канадієнс»      | НХЛ                | 73                 | 6                  | 31                 | 37                 | 98                 | —       | —       | —       | —       | —       |
| 1970–71      | «Монреаль Канадієнс»      | НХЛ                | 49                 | 0                  | 16                 | 16                 | 20                 | 20      | 4       | 9       | 13      | 12      |
| 1971–72      | «Монреаль Канадієнс»      | НХЛ                | 73                 | 3                  | 25                 | 28                 | 50                 | 4       | 0       | 0       | 0       | 2       |
| 1972–73      | «Монреаль Канадієнс»      | НХЛ                | 57                 | 7                  | 16                 | 23                 | 34                 | 10      | 1       | 3       | 4       | 2       |
| 1973–74      | «Монреаль Канадієнс»      | НХЛ                | 42                 | 2                  | 10                 | 12                 | 14                 | —       | —       | —       | —       | —       |
| Усього в НХЛ | Усього в НХЛ              | Усього в НХЛ       | 691                | 40                 | 242                | 282                | 674                | 88      | 9       | 22      | 31      | 101     |